# David Clayton Rogers
David Rogers también conocido como David Clayton Rogers (nacido el 21 de octubre de 1977 en Atlanta, Georgia, Estados Unidos) es un productor de cine, escritor y actor estadounidense.  Ha coprotagonizado películas como Sublime, Dark Ride y Skylight, que también escribió. Rogers ha actuado en series de televisión como NY-LON, Ghost Whisperer, CSI: Nueva York, Cougar Town y Revenge of the Bridesmaids

## Carrera
David empezó su carrera como actor con la película para televisión  Bloody Sunday seguida por su invitación para participar en la serie original de The WB Las chicas Gilmore, protagonizada por Lauren Graham y Alexis Bledel. A principios de 2004, se unió al elenco de la serie de televisión dramática NY-LON y se convirtió en un miembro del elenco principal. En 2009, apareció en la comedia de la ABC Cougar Town protagonizada por Courteney Cox. Actualmente está grabando la nueva serie Jane by Design.
En 2010, coprotagonizó una película original de ABC Family, Revenge of the Bridesmaids, con Joanna Garcia.

## Películas
| Año  | Título            | Papel      | Notas                                    |
| 2010 | Blast Off         | Dave       | Post Producción                          |
| 2009 | Skylight          | Oscuridad  | Corto (También fue productor y escritor) |
| 2007 | Border Patrol     | Rock Hayes | Película                                 |
| 2007 | Sublime           | Billy      | Película                                 |
| 2006 | Dark Ride         | Steve      | Película                                 |
| 2006 | Following Abraham | ---        | Productor                                |

## Televisión
| Año  | Título                         | Personaje             | Notas                           |
| 2015 | Castle                         | Viggo Jansen          | Capítulo 7x16                   |
| 2012 | Happy Endings                  | Sean                  | Estrella invitada               |
| 2012 | Jane By Design                 | Ben Quimby            | Regular en la serie             |
| 2010 | Revenge of the Bridesmaids     | Henry                 | Película para televisión        |
| 2010 | The Pregnancy Pact             | Brady Leary           | Película para televisión        |
| 2009 | Cougar Town                    | Matt                  | Estrella invitada (2 episodios) |
| 2008 | Austin Golden Hour             | Ash Baker             | Película para televisión        |
| 2008 | Shark                          | Brody Miller          | Estrella invitada               |
| 2007 | Numb3rs                        | Santee/Steffen Cavani | Estrella invitada               |
| 2007 | CSI: Nueva York                | Campbell              | Estrella invitada               |
| 2007 | Brothers & Sisters             | Jom Lewis             | Estrella invitada               |
| 2007 | Ghost Whisperer                | Eric Sanborn          | Estrella invitada               |
| 2007 | Demons                         | Conrad David          | Película para televisión        |
| 2007 | CSI                            | Bruce Ortolani        | Estrella invitada               |
| 2006 | Caso abierto                   | Davie                 | Estrella invitada               |
| 2006 | The Legend of Butch & Sundance | Butch Cassidy         | Película para televisión        |
| 2005 | The Locrian Mode               | Jack                  | Estrella invitada               |
| 2005 | Ley y Orden                    | Ted Hear              | Estrella invitada               |
| 2004 | NY-LON                         | Luke                  | Elenco principal                |
| 2004 | Las chicas Gilmore             | Trevor                | Estrella invitada               |
| 2003 | Boys Life 4: Four Play         | Andy                  | Estrella invitada               |
| 2002 | O Beautiful                    | Andy                  | Película para televisión        |
| 2002 | Bloody Sunday                  | Dennis                | Película para televisión        |

## Personal
El 19 de octubre de 2010, se comprometió con Sally Pressman, la pareja se conoció en Lesley Kahn's Acting Studio. El 17 de septiembre de 2011 la pareja se casó y el 6 de octubre de 2012 anunciaron que estaban esperando a su primer hijo juntos.